# Havelock-Belmont-Methuen
Havelock-Belmont-Methuen är en kommun (township) i den kanadensiska provinsen Ontario. Den ligger i Peterborough County, i den sydöstra delen av landet, 200 km sydväst om huvudstaden Ottawa. Antalet invånare var 4 530 2016.